# 산지미냐노
산지미냐노(이탈리아어: San Gimignano)는 이탈리아 토스카나주 시에나도에 있는 코무네다. "훌륭한 탑들의 도시"로 알려져 있는 산지미냐노는 잘 보존된 12개의 성곽들이 있어 중세 건축으로 유명하다. 산지미냐노 역사 지구는 유네스코 세계 유산 지역이다. 이 지역의 사암에서 자란 오래되고 다양한 베르나차 포도로 만든 화이트 와인인 베르나차디산지미냐노도 유명하다.

## 역사
기원전 3세기 경에 산지미냐노 지역에는 작은 한 에트루리아 마을이 있었다. 연대기 작가 루피, 코피, 페코리는 기원전 1세기에 루키우스 세르기우스 카틸리나가 로마 공화정을 상대로 음모를 벌일 당시, 귀족 형제인 무치오와 실비오가 무키오와 실비아(오늘날의 산지미냐노) 두 개의 요새를 지었다고 언급하였다. 실비아의 명칭은 모데나의 성인 성 제미니아노가 훈족의 아틸라로부터 이 도시를 구해낸 후인 서기 450년에 산지미냐노로 바뀌었다. 이후 이곳의 교회는 제미니아노를 기리였고 6, 7세기에 교회 주변으로 성벽이 둘러쌓인 마을로 발전하며, 이후 "성 제미니아노의 요새" 또는 이 마을 주변으로 빽빽하게 들어선 숲에서 이름을 따 "숲의 요새"라고 불렸다. 929년부터는 볼테라 주교의 지배를 받았다.
중세 시대와 르네상스 시기에는 프란치제나 가도에 위치해 있어서 로마와 바티칸을 연결하는 가톨릭의 성지 순례지의 중간 지점이였다. 도시 발전은 비옥한 인근 언덕에서 생산되는 농업 생산물 무역을 통해 이뤄졌으며, 특히 요리와 염색, 베르나차 와인에 사용되는 사프란이 그랬다.
1199년에 볼테라 주교로부터 독립하고 포데스타를 선출하며, 코무네와 교회, 공공 건물들을 발전시켰다. 산지미냐노의 평화는 2세기 간에 걸친 구엘프와 기벨린 분쟁과 귀족 가문간의 경쟁으로 방해받는다. 이 결과로 귀족들은 높이가 높아진 성곽을 짓게 되었다. 중세 시대가 끝날 무렵 귀족들은 70m가 넘는 72개의 탑을 짓게 된다. 이 높은 성곽을 짓는 경쟁은 마침내 의회가 팔라초 코무날레보다 높게 짓지 못하게 명을 내리면서 자제되었다.
공식 수호 성인이 성 제미니아노이면서도, 1238년 산지미냐노에서 태어난 세라피나라고도 알려진 성 피나를 숭배한다. 대성당에 위치한 성 피나 예배당은 그녀의 성지이고 도메니코 기를란다요가 제작한 프레스코화가 있다.
1300년 5월 8일, 산지미냐노는 토스카나의 구엘프 동맹 세력의 대사였던 단테 알리기에리를 맞이 했다.
이곳은 유럽 전체에 영향을 끼쳤던 흑사병의 피해를 입기전인 1348년까지 번영하였으며, 인구가 절반 가까이가 사망하였다. 피렌체에 복속되었다. 피렌체 식의 고딕 양식 팔라초가 지어졌고, 많은 성곽들은 높이가 줄어들게 되었다. 그후 발전이 더딘덕에 19세기까지 중세 마을로서 보존이 잘되었으며, 관광과 예술의 휴양지로서 각인되며 지위를 얻게 되었다.

## 자매 도시
- 체코 체스키크룸로프
- 독일 메어스부르크
- 조지아 메스티아[1]